# Какума, Аи
Аи Какума (яп. 加隈 亜衣 Какума Аи, род. 9 сентября 1988 года, префектура Фукуока, Япония) — японская сэйю.

## Биография
Аи Какума родилась 9 сентября 1988 года в префектуре Фукуока. У неё есть два младших брата. Заинтересовалась профессией сэйю благодаря увлечению аниме-сериалом InuYasha (2000—2004), который смотрела в период учёбы в средней школе; также она восхищалась Сацуки Юкино, озвучившую в сериале главную героиню Кагомэ Хигураси.
После окончания старшей школы Какума в течение четырёх лет работала офис-леди. Переехала в Токио, решив воплотить свою мечту о карьере сэйю. Обучалась в школе по подготовке сэйю агентства талантов Mausu Promotion, с которым впоследствии заключила контракт.
В индустрии аниме Какума дебютировала с ролью безымянной старшей сестры в сериале Papa no Iukoto o Kikinasai! (2012). Одной из её первых работ в сфере компьютерных игр стала роль Ион в симуляторе жизни Ciel Nosurge (2012). В 2013 году озвучила парня-кроссдрессера Кэндзиро Хату в аниме-сериале Genshiken: Second Generation и ведьмочку Нэнэ в полнометражном аниме-фильме Yoyo and Nene, the Little Witch Sisters. В 2014 году Какума получила три главные роли: Руко Коминато в Selector Infected WIXOSS, Ханаби Аясэ в OVA-сериале 12-Sai. и Исудзу Сэнто в аниме-сериале Amagi Brilliant Park. В ONA-сериале Momokuri (2015—2016) озвучила Юки Курихару и в его телеверсии исполнила дуэтом с Нобухико Окамото открывающую музыкальную тему «Daisuki da yo Daisuki da yo Umaretekite Arigato».
В 2015 году Какуму выбрали на роль Джулис-Алексии фон Риссфельд в The Asterisk War (2015). Она повторила роль Ханаби Аясэ в аниме-сериале 12-Sai.: Chicchana Mune no Tokimeki (2016). Среди озвученных Какумой главных и основных героинь аниме: Хикари Карибути в Brave Witches (2016), Линали Ли в D.Gray-man Hallow (2016), Рюдзу в Clockwork Planet (2017), Юма Окадзаки в NTR: Netsuzou Trap (2017), Женщина-кошка в аниме-фильме «Бэтмен-ниндзя» (2018), Нэнси Шаал Банкрофт в аниме-сериале To the Abandoned Sacred Beasts (2019), Кирара Хосино в Dokyu Hentai HxEros (2020), Эрис Бореас Грейрат в Mushoku Tensei: Jobless Reincarnation (2021—2024), Фран в Reincarnated as a Sword (2022), Рицуко Акинэ в Ao no Orchestra (2023), Масиро Нидзигаока/Кюа Призм в Hirogaru Sky! Pretty Cure (2023) и многие другие.

## Избранная фильмография

### Аниме-сериалы
2012
- Campione! — Хикари Мария

2013
- Dog & Scissors — Хами Осава[25]
- Genshiken: Second Generation — Кэндзиро Хата (в образе девушки)[5]
- Stella Women’s Academy, High School Division Class C3 — Аканэ и Моэ Сэто
- «Воскресенье без Бога» — Мемепо и Мимьета Геденбург[26]

2014
- Aikatsu! — Ноэль Отосиро
- Aldnoah.Zero — Нина Кляйн[27]
- Amagi Brilliant Park — Исудзу Сэнто[9]
- Bladedance of Elementalers — Терминус Эст[28]
- Daimidaler: Prince vs Penguin Empire — Макарони
- Dragonar Academy — Примроуз Шелли
- If Her Flag Breaks — Хакуа Берсеркер Блейдфилд[29]
- Log Horizon 2 — Микакагэ
- Magi: The Kingdom of Magic — Сана
- Rail Wars! — Михо Нанао
- Selector Infected WIXOSS — Руко Коминато[7]
- Selector Spread WIXOSS — Руко Коминато[30]
- Terra Formars — Эрика Наканодзё, ведущая

2015
- Aikatsu! — Ноэль Отосиро, Леона Струп
- Aldnoah.Zero (второй сезон) — Нина Кляйн
- Bikini Warriors — Маг[31]
- High School DxD BorN — Россвайссе[32]
- Maria the Virgin Witch — Анна[33]
- Mikagura School Suite — Асухи Имидзу[34]
- Mobile Suit Gundam: Iron-Blooded Orphans — Алмирия Бодуин
- Monster Musume — Лала[35]
- Rokka no Yuusha — Шамо Россо[36]
- Shokugeki no Soma — Маюми Курасу[37]
- The Asterisk War — Джулис-Алексия фон Риссфельд[12]
- Utawarerumono: The False Faces — Рурути[38]
- «Рыцари „Сидонии“: Битва за девятую планету» — контролёр химеры

2016
- 12-Sai.: Chicchana Mune no Tokimeki — Ханаби Аясэ[13]
- Brave Witches — Хикари Карибути[14]
- D.Gray-man Hallow — Линали Ли[15]
- God Eater — Ироха Уцуги
- Mayoiga — Лавпон[39], мальчик
- The Asterisk War (второй сезон) — Джулис-Алексия фон Риссфельд
- «Наруто: Ураганные хроники» — Тино

2017
- 18if — Айри Кодзима[40]
- A Sister’s All You Need — Мияко Сиракава[41]
- Anime-Gataris — Ай Асагая[42]
- Children of the Whales — Нэри, Аима
- Clockwork Planet — Рюдзу[16]
- Hand Shakers — Маюми Акутагава
- Knight’s & Magic — Нора Фрикберг
- Konohana Kitan — Сакура[43]
- Magical Circle Guru Guru — Ируку
- NTR: Netsuzou Trap — Юма Окадзаки[17]
- Sin: Nanatsu no Taizai — Бельфегор[44]
- Tsuredure Children — Тиё Курихара[45]

2018
- Amanchu! Advance — Мисаки Котори[46]
- As Miss Beelzebub Likes — Саргатанас[47]
- Conception — Элфи[48]
- High School DxD Hero — Россвайссе
- Kakuriyo: Bed & Breakfast for Spirits — Орё[49]
- Last Period: The Story of an Endless Spiral — Эрика[50]
- Lostorage Conflated WIXOSS — Руко Коминато
- Märchen Mädchen — Агата Арир[51]
- To Aru Majutsu no Index III — Мисака Уорст
- Yuuna and the Haunted Hot Springs — Нонко Арахабаки[52]

2019
- Aikatsu on Parade! — Ноэль Отосиро
- Azur Lane — единорог, Такао[53]
- To the Abandoned Sacred Beasts — Нэнси Шаал Банкрофт[19]
- Val × Love — Ицуё Саотомэ[54]
- «Арифурэта: Сильнейший ремесленник в мире» — Айко Хатаяма[55]
- «Истребитель демонов» — Макомо[56]

2020
- Bofuri — Май[57]
- Dokyu Hentai HxEros — Кирара Хосино[20]
- Healin’ Good Pretty Cure — Рабирин[58]
- King’s Raid: Successors of the Will — Фрей[59]
- The Misfit of Demon King Academy — Мэно Хистория
- «Корзинка фруктов: Второй сезон» (сериал-ремейк) — Мати Кураки[60]

2021
- Bakugan: Geogan Rising — Кристал Блу
- Mushoku Tensei: Jobless Reincarnation — Эрис Бореас Грейрат[21]
- Restaurant to Another World 2 — Мира
- Sonny Boy — Аки[61]
- «Корзинка фруктов: Финал» — Мати Кураки
- «О моём перерождении в слизь» (второй сезон) — Альбис[62]

2022
- Arknights: Prelude to Dawn — Франка[63]
- Chimimo — Хадзуки Онигами[64]
- Reincarnated as a Sword — Фран[22]
- Utawarerumono: Mask of Truth — Рурути[65]
- «Арифурэта: Сильнейший ремесленник в мире» (второй сезон) — Айко Хатаяма

2023
- Ao no Orchestra — Рицуко Акинэ[23]
- Arknights: Perish in Frost — Фростлиф[66]
- Bofuri (второй сезон) — Май[67]
- Hirogaru Sky! Pretty Cure — Масиро Нидзигаока/Кюа Призм[24]
- I Got a Cheat Skill in Another World and Became Unrivaled in the Real World, Too — Луна[68]
- Ippon Again! — Нацу Умэхара[69]
- Kubo Won’t Let Me Be Invisible — Хадзуки Кудо[70]
- Mushoku Tensei: Jobless Reincarnation (второй сезон) — Эрис Бореас Грейрат
- My Love Story with Yamada-kun at Lv999 — Руна Сасаки[71], принцесса Рури
- Reborn to Master the Blade: From Hero-King to Extraordinary Squire — Рафиния Билфорд[72]
- Reign of the Seven Spellblades — Вера Милиган[73]
- Ron Kamonohashi’s Forbidden Deductions — Старшая Сестра[74]
- The Demon Sword Master of Excalibur Academy — Розелия[75]
- The Eminence in Shadow (второй сезон) — Мэри[76]
- The Masterful Cat Is Depressed Again Today — Юри Сибасаки[77]
- «Магическая революция перерождённой принцессы и гениальной юной леди» — Иллия Корал[78]

2024
- Banished from the Hero’s Party, I Decided to Live a Quiet Life in the Countryside (второй сезон) — Лавендер[79]
- Brave Bang Bravern! — Мию Като[80]
- Fluffy Paradise — Нема[81]
- Mr. Villain’s Day Off — Синономэ Пинк[82]
- Mushoku Tensei: Jobless Reincarnation (продолжение второго сезона) — Эрис Бореас Грейрат
- Re:Monster — Гобми[83]
- Sasayaku You ni Koi wo Utau — Каори Татибана[84]
- Tales of Wedding Rings — Сафир[85]
- Tsukimichi: Moonlit Fantasy (второй сезон) — Хибики Отонаси[86]
- «Арифурэта: Сильнейший ремесленник в мире» (третий сезон) — Айко Хатаяма
- «Жемчуг дракона Дайма» — миниатюрная Ти-Ти[87]
- «О моём перерождении в слизь» (третий сезон) — Альбис

2025
- Bogus Skill «Fruitmaster» — Ханабоси[88]
- Flower and Asura — Пококо Потампоко[89]
- Food for the Soul — Курэа Фурудатэ[90]
- Grisaia: Phantom Trigger the Animation — Куроэ Самэдзима[91]
- Jigoku Sensei Nube — Юкимэ[92]
- Magic Maker — Мари[93]
- May I Ask for One Final Thing? — Теренезза Хопкинс[94]
- Muzik Tiger In the Forest — Тиффи[95]
- The Unaware Atelier Master — Акури[96]
- With You, Our Love Will Make It Through — Кисара[97]

### Аниме-фильмы
- 2013 — Yoyo and Nene, the Little Witch Sisters — Нэнэ[6]
- 2016 — Selector Destructed WIXOSS — Руко Коминато[98]
- 2017 — Fairy Tail: Dragon Cry — Риана
- 2018 — «Бэтмен-ниндзя» — Женщина-кошка[18]
- 2021 — Pompo: The Cinéphile — Мистия[99]

### OVA
- 2014—2015 — 12-Sai. — Ханаби Аясэ[8]
- 2017 — Brave Witches: Petersburg Grand Strategy — Хикари Карибути

### ONA
- 2015—2016 — Momokuri — Юки Курихара[10]
- 2016 — Gijinka de Manabo! — UDP[100]
- 2017 — LayereD Stories 0 — Рейчел[101]
- 2017 — The King of Fighters: Destiny — Юри Сакадзаки
- 2019—2020 — 7 Seeds — Куруми Сикано[102]
- 2019—2020 — Gundam Build Divers Re:Rise — Фредди[103]
- 2020 — Aikatsu on Parade! — Ноэль Отосиро
- 2020 — Reborn to Master the Blade: From Hero-King to Extraordinary Squire — Рафиния Билфорд[104]
- 2020 — Zetsumetsu Kigu-shun — Мамбо-сюн[105]
- 2024 — The Grimm Variations — Кошка
- 2025 — Bullet/Bullet — Послеобеденный Чай (Афутанун Ти)[106]

### Игровые фильмы
- 2025 — My Love Story with Yamada-kun at Lv999 — принцесса Рури (озвучивание)[107]

### Компьютерные игры
2012
- Ciel Nosurge — Ionasal.kkll.Preciel/Ион[1]
- Hakuisei Renai Shoukougun RE:Therapy — Кларис

2013
- Tottemo E Mahjong — Сидзу Цубакино[108]

2014
- Ar Nosurge — Ionasal.kkll.Preciel/Ион[109]
- Kadenz fermata//Akkord：fortissimo — Камелия
- Tokyo 7th Sisters — Рона Цуномори

2015
- Criminal Girls 2: Party Favors — Куроэ
- Cytus Omega — MIU
- Tokyo Xanadu — Сора Икусима[110]
- Utawarerumono: Mask of Deception — Рурути[111]
- Valkyrie Drive: Bhikkhuni — Этигоя[112]

2016
- Girls’ Frontline — Type 100, ВСК-94
- Granblue Fantasy — Ла Куаф
- Hero Must Die (ремейк игры) — Рю[113]
- I Am Setsuna — Сэцуна
- Reco Love: Gold Beach — Юйна[114]
- The King of Fighters XIV — Юри Сакадзаки
- Uppers — Карэн Такэбаяси[115]
- Valkyrie Anatomia — Норн[116]

2017
- Azur Lane — HMS Unicorn, HMS Exeter, IJN Takao[117]
- Blue Reflection — Сараса Морикава
- Magia Record — Каноко Яёй, Мелисса де Виньоль
- Mashiro Witch: Midnight Marchen — застенчивый голос Маны Асахины[118]

2018
- Alice Gear Aegis — Тиэри Кондо[119]
- Dragalia Lost — Лукреция
- King’s Raid — Фрей
- Nurse Love Addiction — Нао Осати[120]
- Fallen Legion: Rise to Glory — Антуанетта[121]
- SNK Heroines: Tag Team Frenzy — Юри Сакадзаки
- The King of Fighters All Star — Юри Сакадзаки

2019
- Another Eden — Тирамису
- Arknights — Фростлиф, Франка
- Ash Arms — БТ-5, B-24 Liberator
- Conception Plus — Элфи[122]
- Fire Emblem: Three Houses — Эдельгард фон Хресвельг
- Super Robot Wars T — Рами Амасаки[123]

2020
- War of the Visions: Final Fantasy Brave Exvius — Миранда

2021
- Fate/Grand Order — ассасин/Киити Хогэн
- Genshin Impact — Розария[124]
- SINoALICE — Женщина-кошка[125]

2022
- AI: The Somnium Files — Nirvana Initiative — Тама[126]
- Counter:Side — Наиэль Блустил
- Fragment’s Note+ — Эри Сирасаги[127]
- Fragment’s Note+ AfterStory — Эри Сирасаги[127]
- Goddess of Victory: Nikke — Людмила, Лаплас[128]
- The 13th Month — Мёртвая принцесса[129]
- The King of Fighters XV — Юри Сакадзаки[130]

2023
- 404 Game Re:set — Out Run[131]
- Blue Archive — Сакурако Утадзуми
- Da Capo 5 — Мидзуха Сакураги[132]

2024
- Mushoku Tensei: Jobless Reincarnation — Quest of Memories — Эрис Бореас Грейрат[133]

### Drama CD
- 2012 — Kaden Tantei wa Shizuka ni Warau — Рори Косэй Мирун-тян
- 2016 — Last Game — Момока Татибана
- 2015 — Bloody + Mary — Гидра[134]
- 2015 — Iono-sama Fanatics — Арджент Эфемерал[135]
- 2017 — Yume no Royal — Юмэ Сато[136]